# Copa Libertadores Sub-20 de 2025
La Copa Libertadores Sub-20 de 2025, oficialmente CONMEBOL Libertadores Sub 20 2025, fue la novena edición de este torneo sudamericano de clubes organizado por la Conmebol en la categoría sub-20. La competición se realizó en Paraguay.
El ganador de esta edición fue nuevamente Flamengo que participaba como campeón defensor al derrotar a Palmeiras, de esta forma disputará la Copa Intercontinental Sub-20 2025 contra el campeón de la Liga Juvenil de la UEFA 2024-25.

## Formato
Se disputó en dos fases: una primera fase de grupos y, posteriormente, una fase final. La fase de grupos la disputaron los 12 equipos clasificados, 10 campeones nacionales de las asociaciones miembro, un cupo extra para el país anfitrión y un cupo para el campeón vigente. Fueron distribuidos. Una vez finalizada dicha fase, clasificaron para la fase final cuatro equipos: los tres ubicados en la primera posición de sus respectivos grupos y el mejor segundo, quienes disputaron las semifinales. Los ganadores de ambos partidos de semifinales disputaron la final para definir quién se quedaba con el título de campeón, mientras que los perdedores jugaron el partido por el tercer puesto.

## Equipos participantes
| País                             | Equipo                  | Vía de clasificación                                                                    |
| -------------------------------- | ----------------------- | --------------------------------------------------------------------------------------- |
| Argentina Un cupo                | Belgrano                | Campeón del Torneo de Cuarta División LPF 2024                                          |
| Bolivia Un cupo                  | Blooming                | Campeón del Torneo Nacional Sub-20 2024                                                 |
| Brasil Un cupo + campeón vigente | Flamengo Palmeiras      | Campeón de la Copa Libertadores Sub-20 de 2024 Campeón Campeonato Brasileño Sub-20 2024 |
| Chile Un cupo                    | O'Higgins               | Campeón Supercopa Proyección 2024                                                       |
| Colombia Un cupo                 | Fortaleza CEIF          | Campeón de la Supercopa Juvenil FCF 2024                                                |
| Ecuador Un cupo                  | Independiente del Valle | Campeón del Campeonato Ecuatoriano de Fútbol Sub-19 2024                                |
| Paraguay Un cupo + anfitrión     | Cerro Porteño Olimpia   | Campeón Torneo Anual Juvenil 2024 Subcampeón Torneo Anual Juvenil 2024                  |
| Perú Un cupo                     | Universitario           | Campeón del Torneo de Reservas 2024                                                     |
| Uruguay Un cupo                  | Danubio                 | Campeón del Campeonato Uruguayo Sub-19 2024                                             |
| Venezuela Un cupo                | Metropolitanos          | Campeón de la Liga FUTVE Junior Sub-21 2024                                             |

## Organización

### Sedes
La copa se desarrollará en tres estadios de Paraguay, el Centro de Alto Rendimiento de Fútbol Femenino de Ypané, el Estadio Gunther Vogel de San Lorenzo y el Estadio Arsenio Erico de Asunción.
| Paraguay              |                                               |                       |
| San Lorenzo           | Ypané                                         | Asunción              |
| Estadio Gunther Vogel | Centro de Alto Rendimiento de Fútbol Femenino | Estadio Arsenio Erico |
| Capacidad: 5 000      | Capacidad: 5 000                              | Capacidad: 7 500      |
| Estadio Gunther Vogel |                                               |                       |

## Sorteo
El sorteo de grupos se realizó el 4 de febrero de 2025, desde la sede de la Conmebol en Luque, Paraguay.
- Los 12 equipos se ubicaron en cuatro bombos de tres equipos, según la ubicación final del club de su asociación nacional en la edición previa del torneo, y se dividieron en tres bombos de cuatro.
- El campeón defensor, Flamengo, fue colocado automáticamente en el bombo 1 y asignado a la posición A1 en la fase de grupos, mientras que los equipos de las siguientes dos mejores asociaciones (Brasil y Argentina), también fueron colocados en el bombo 1 y sorteado a la posición B1 o C1 en la fase de grupos.
- Los equipos de las siguientes tres asociaciones (Ecuador, Venezuela y Chile) se colocaron en el bombo 2 y se los sorteó a la posición A2, B2 o C2 en la fase de grupos.
- Los equipos de las siguientes tres asociaciones (Paraguay, Uruguay y Colombia) se colocaron en el bombo 3 y se los sorteó a la posición A3, B3 o C3 en la fase de grupos.
- Los equipos de las dos últimas asociaciones (Perú y Bolivia) y el equipo adicional de la asociación anfitriona (Paraguay) se colocaron en el bombo 4 y se los sorteó a la posición A4, B4 o C4 en la fase de grupos.
- Los equipos de la misma asociación no se podían agrupar en el mismo grupo.

| Bombo 1                                | Bombo 2                                                | Bombo 3                               | Bombo 4                              |
| -------------------------------------- | ------------------------------------------------------ | ------------------------------------- | ------------------------------------ |
| - Flamengo (A1) - Palmeiras - Belgrano | - Independiente del Valle - Metropolitanos - O'Higgins | - Cerro Porteño - Danubio - Fortaleza | - Universitario - Blooming - Olimpia |

## Fase de grupos
- Los horarios corresponden a la hora local de Paraguay: (UTC-3).

### Grupo A
| Pos. | Equipo    | Pts. | PJ | G | E | P | GF | GC | Dif. | Clasificación                                |
| ---- | --------- | ---- | -- | - | - | - | -- | -- | ---- | -------------------------------------------- |
| 1    | Flamengo  | 7    | 3  | 2 | 1 | 0 | 9  | 2  | +7   | Clasificado a semifinales                    |
| 2    | Danubio   | 6    | 3  | 2 | 0 | 1 | 7  | 5  | +2   | Clasificado a semifinales como mejor segundo |
| 3    | O'Higgins | 2    | 3  | 0 | 2 | 1 | 1  | 4  | −3   |                                              |
| 4    | Olimpia   | 1    | 3  | 0 | 1 | 2 | 4  | 10 | −6   |                                              |

 Fuente: Conmebol
| 1 de marzo | O'Higgins | 0:3 (0:3) | Danubio                                      | Estadio CARFEM, Ypané        |                              |
| 19:00      |           | Reporte   | L. Romero 34' · Roldán 33' (pen.) · Díaz 39' | Árbitro(s): Augusto Menéndez | Árbitro(s): Augusto Menéndez |

| 1 de marzo | Flamengo                                                          | 6:1 (2:1) | Olimpia    | Estadio Gunther Vogel, San Lorenzo |                              |
| 19:00      | Sales 5' · Teresa 13' · Ogundana 52', 87' · Lucas 60' · Gomes 64' | Reporte   | Delmás 34' | Árbitro(s): Sebastián Zunino       | Árbitro(s): Sebastián Zunino |

| 4 de marzo | Danubio    | 1:3 (0:0) | Flamengo                                   | Estadio CARFEM, Ypané      |                            |
| 19:00      | Roldán 64' | Reporte   | Teresa 49' · Iago 73' (pen.) · Da Mata 78' | Árbitro(s): Alberola Rojas | Árbitro(s): Alberola Rojas |

| 4 de marzo | O'Higgins    | 1:1 (1:0) | Olimpia  | Estadio Gunther Vogel, San Lorenzo |                           |
| 19:00      | Espinoza 10' | Reporte   | Meza 70' | Árbitro(s): Carlos Ortega          | Árbitro(s): Carlos Ortega |

| 7 de marzo | Flamengo | 0:0     | O'Higgins | Estadio CARFEM, Ypané           |                                 |
| 19:00      |          | Reporte |           | Árbitro(s): Alejandro Velázquez | Árbitro(s): Alejandro Velázquez |

| 7 de marzo | Olimpia                | 2:3 (1:1) | Danubio                               | Estadio Gunther Vogel, San Lorenzo |                                 |
| 19:00      | Zarza 22' · Candia 89' | Reporte   | L. Romero 44', 50' · G. Rodríguez 81' | Árbitro(s): Juan Carlos Andrade    | Árbitro(s): Juan Carlos Andrade |

### Grupo B
| Pos. | Equipo         | Pts. | PJ | G | E | P | GF | GC | Dif. | Clasificación             |
| ---- | -------------- | ---- | -- | - | - | - | -- | -- | ---- | ------------------------- |
| 1    | Belgrano       | 7    | 3  | 2 | 1 | 0 | 6  | 1  | +5   | Clasificado a semifinales |
| 2    | Universitario  | 6    | 3  | 2 | 0 | 1 | 4  | 2  | +2   |                           |
| 3    | Fortaleza      | 4    | 3  | 1 | 1 | 1 | 3  | 1  | +2   |                           |
| 4    | Metropolitanos | 0    | 3  | 0 | 0 | 3 | 1  | 10 | −9   |                           |

 Fuente: Conmebol
| 2 de marzo | Metropolitanos | 0:3 (0:1) | Fortaleza                                 | Estadio CARFEM, Ypané   |                         |
| 19:00      |                | Reporte   | Medina 24' · Landazury 79' · Arrechea 81' | Árbitro(s): Blas Romero | Árbitro(s): Blas Romero |

| 2 de marzo | Belgrano               | 2:0 (1:0) | Universitario | Estadio Gunther Vogel, San Lorenzo |                          |
| 19:00      | Razzeto 45' · Osés 52' | Reporte   |               | Árbitro(s): Rafael Klein           | Árbitro(s): Rafael Klein |

| 5 de marzo | Fortaleza | 0:0     | Belgrano | Estadio CARFEM, Ypané       |                             |
| 19:00      |           | Reporte |          | Árbitro(s): Paulo Zanovelli | Árbitro(s): Paulo Zanovelli |

| 5 de marzo | Metropolitanos | 0:3 (0:1) | Universitario                            | Estadio Gunther Vogel, San Lorenzo |                             |
| 19:00      |                | Reporte   | Pullchz 33' · Rengifo 83' · Osorio 90+4' | Árbitro(s): Dilio Rodríguez        | Árbitro(s): Dilio Rodríguez |

| 8 de marzo | Universitario | 1:0 (0:0) | Fortaleza | Estadio CARFEM, Ypané    |                          |
| 19:00      | Díaz 55'      | Reporte   |           | Árbitro(s): Rafael Klein | Árbitro(s): Rafael Klein |

| 8 de marzo | Belgrano                                              | 4:1 (1:1) | Metropolitanos | Estadio Gunther Vogel, San Lorenzo |                         |
| 19:00      | Turletti 28' · Monzón 51', 62' · Fernandez 71' (a.g.) | Reporte   | Gimenez 6'     | Árbitro(s): Blas Romero            | Árbitro(s): Blas Romero |

### Grupo C
| Pos. | Equipo                  | Pts. | PJ | G | E | P | GF | GC | Dif. | Clasificación             |
| ---- | ----------------------- | ---- | -- | - | - | - | -- | -- | ---- | ------------------------- |
| 1    | Palmeiras               | 9    | 3  | 3 | 0 | 0 | 12 | 0  | +12  | Clasificado a semifinales |
| 2    | Cerro Porteño           | 4    | 3  | 1 | 1 | 1 | 3  | 5  | −2   |                           |
| 3    | Blooming                | 2    | 3  | 0 | 2 | 1 | 0  | 6  | −6   |                           |
| 4    | Independiente del Valle | 1    | 3  | 0 | 1 | 2 | 2  | 6  | −4   |                           |

 Fuente: Conmebol
| 3 de marzo | Palmeiras                                                                       | 6:0 (4:0) | Blooming | Estadio CARFEM, Ypané           |                                 |
| 19:00      | Hanri 14' (pen.) · Diogo 20' · Figueiredo 26' · Coutinho 39' · Fillipi 71', 72' | Reporte   |          | Árbitro(s): Alejandro Velázquez | Árbitro(s): Alejandro Velázquez |

| 3 de marzo | Independiente del Valle | 2:3 (0:3) | Cerro Porteño                          | Estadio Gunther Vogel, San Lorenzo |                            |
| 19:00      | Ayoví 52' · Peralta 56' | Reporte   | Marecos 4' · Ávalos 16' · González 25' | Árbitro(s): Fernando Véjar         | Árbitro(s): Fernando Véjar |

| 6 de marzo | Independiente del Valle | 0:0     | Blooming | Estadio CARFEM, Ypané        |                              |
| 19:00      |                         | Reporte |          | Árbitro(s): Sebastián Zunino | Árbitro(s): Sebastián Zunino |

| 6 de marzo | Cerro Porteño | 0:3 (0:2) | Palmeiras                  | Estadio Gunther Vogel, San Lorenzo |                              |
| 19:00      |               | Reporte   | Fillipi 6', 78' · Belé 13' | Árbitro(s): Augusto Menéndez       | Árbitro(s): Augusto Menéndez |

| 9 de marzo | Blooming | 0:0     | Cerro Porteño | Estadio CARFEM, Ypané      |                            |
| 19:00      |          | Reporte |               | Árbitro(s): Alberola Rojas | Árbitro(s): Alberola Rojas |

| 9 de marzo | Palmeiras                           | 3:0 (2:0) | Independiente del Valle | Estadio Gunther Vogel, San Lorenzo |                           |
| 19:00      | Vitor 3' · Heitor 39' · Fillipi 81' | Reporte   |                         | Árbitro(s): Carlos Ortega          | Árbitro(s): Carlos Ortega |

### Mejor segundo
| Pos. | Grp. | Equipo        | Pts. | PJ | G | E | P | GF | GC | Dif. | Clasificación                                |
| ---- | ---- | ------------- | ---- | -- | - | - | - | -- | -- | ---- | -------------------------------------------- |
| 1    | A    | Danubio       | 6    | 3  | 2 | 0 | 1 | 7  | 5  | +2   | Clasificado a semifinales como mejor segundo |
| 2    | B    | Universitario | 6    | 3  | 2 | 0 | 1 | 4  | 2  | +2   |                                              |
| 3    | C    | Cerro Porteño | 4    | 3  | 1 | 1 | 1 | 3  | 5  | −2   |                                              |

 Fuente: Conmebol

## Fase final

### Cuadro de desarrollo
|  | Semifinales | Semifinales | Semifinales |           |          | Final                        | Final                        | Final                        |  |
|  | 13 de marzo | 13 de marzo | 13 de marzo |           |          | 16 de marzo                  | 16 de marzo                  | 16 de marzo                  |  |
|  |             |             |             |           |          |                              |                              |                              |  |
|  |             |             |             |           |          |                              |                              |                              |  |
|  | Flamengo    | Flamengo    | 1           |           |          |                              |                              |                              |  |
|  | Flamengo    | Flamengo    | 1           |           |          |                              |                              |                              |  |
|  | Danubio     | Danubio     | 0           |           |          |                              |                              |                              |  |
|  | Danubio     | Danubio     | 0           |           | Flamengo | Flamengo                     | 1 (3)                        |                              |  |
|  |             |             |             |           | Flamengo | Flamengo                     | 1 (3)                        |                              |  |
|  |             |             | Palmeiras   | Palmeiras | 1 (2)    |                              |                              |                              |  |
|  | Belgrano    | Belgrano    | Palmeiras   | Palmeiras | 1 (2)    | 0                            |                              |                              |  |
|  | Belgrano    | Belgrano    |             |           |          | 0                            |                              |                              |  |
|  | Palmeiras   | Palmeiras   | 2           |           |          | Partido por el tercer puesto | Partido por el tercer puesto | Partido por el tercer puesto |  |
|  | Palmeiras   | Palmeiras   | 2           |           |          | Partido por el tercer puesto | Partido por el tercer puesto | Partido por el tercer puesto |  |
|  |             |             |             |           |          |                              |                              |                              |  |
|  |             |             |             |           |          | Danubio                      | Danubio                      | 1                            |  |
|  |             |             |             |           |          | Danubio                      | Danubio                      | 1                            |  |
|  |             |             |             |           |          | Belgrano                     | Belgrano                     | 5                            |  |
|  |             |             |             |           |          | Belgrano                     | Belgrano                     | 5                            |  |
|  |             |             |             |           |          |                              |                              |                              |  |

- Los horarios corresponden a la hora local de Paraguay: (UTC-3).

### Semifinales
| 13 de marzo | Flamengo  | 1:0 (1:0) | Danubio | Estadio Gunther Vogel, San Lorenzo |                         |
| 19:00       | Sales 22' | Reporte   |         | Árbitro(s): Blas Romero            | Árbitro(s): Blas Romero |

| 13 de marzo | Belgrano | 0:2 (0:2) | Palmeiras               | Estadio Arsenio Erico, Asunción |                            |
| 19:00       |          | Reporte   | Larson 33' · Luighi 35' | Árbitro(s): Alberola Rojas      | Árbitro(s): Alberola Rojas |

### Tercer lugar
| 16 de marzo | Danubio     | 1:5 (1:1) | Belgrano                                             | Estadio Gunther Vogel, San Lorenzo |                                 |
| 16:30       | Pereira 31' | Reporte   | Turletti 14' · Monzón 79', 90' · Mendieta 84', 90+4' | Árbitro(s): Alejandro Velázquez    | Árbitro(s): Alejandro Velázquez |

### Final
| 16 de marzo | Flamengo                                               | 1:1 (0:0) (3:2 p.)         | Palmeiras                                   | Estadio Arsenio Erico, Asunción |                           |
| 20:00       | Lima 49'                                               | Reporte                    | Furtado 57' (a.g.)                          | Árbitro(s): Carlos Ortega       | Árbitro(s): Carlos Ortega |
|             |                                                        | Tiros desde el punto penal |                                             |                                 |                           |
|             | Iago · Fabiano Henrique · João Carbone · Sales · Gomes |                            | Agner · Gilberto · Larson · Heitor · Luighi |                                 |                           |

|                             |
| Bandera de Brasil           |
| Campeón Flamengo 2.º título |

## Goleadores
| Jugador           | Equipo    | Goles |
| ----------------- | --------- | ----- |
| Riquelme Fillipi  | Palmeiras | 5     |
| Leandro Monzón    | Belgrano  | 4     |
| Luciano Romero    | Danubio   | 3     |
| Fabricio Mendieta | Belgrano  | 2     |
| Shola Ogundana    | Flamengo  | 2     |
| Fabricio Roldán   | Danubio   | 2     |
| Felipe Teresa     | Flamengo  | 2     |
| Juan Turletti     | Belgrano  | 2     |

## Tabla general
| Equipo | Equipo                  | Pts | PJ | PG | PE | PP | GF | GC | Dif | Rend. |
| ------ | ----------------------- | --- | -- | -- | -- | -- | -- | -- | --- | ----- |
| 1      | Flamengo                | 11  | 5  | 3  | 2  | 0  | 11 | 3  | +8  | 83,1% |
| 2      | Palmeiras               | 13  | 5  | 4  | 1  | 0  | 15 | 1  | +14 | 86,7% |
| 3      | Belgrano                | 10  | 5  | 3  | 1  | 1  | 10 | 4  | +6  | 66,6% |
| 4      | Danubio                 | 6   | 5  | 2  | 0  | 3  | 8  | 11 | -3  | 40,0% |
| 5      | Universitario           | 6   | 3  | 2  | 0  | 1  | 4  | 2  | +2  | 66,7% |
| 6      | Fortaleza               | 4   | 3  | 1  | 1  | 1  | 3  | 1  | +2  | 44,4% |
| 7      | Cerro Porteño           | 4   | 3  | 1  | 1  | 1  | 3  | 5  | -2  | 44,4% |
| 8      | O'Higgins               | 2   | 3  | 0  | 2  | 1  | 1  | 4  | -3  | 22,2% |
| 9      | Blooming                | 2   | 3  | 0  | 2  | 1  | 0  | 6  | -6  | 22,2% |
| 10     | Independiente del Valle | 1   | 3  | 0  | 1  | 2  | 2  | 6  | -4  | 11,1% |
| 11     | Olimpia                 | 1   | 3  | 0  | 1  | 2  | 4  | 10 | -6  | 11,1% |
| 12     | Metropolitanos          | 0   | 3  | 0  | 0  | 3  | 1  | 10 | -9  | 00,0% |